# 肉弾 (映画)
『肉弾』（にくだん）は、1968年に公開された岡本喜八監督の日本映画。戦争を題材とした岡本監督の代表作である。白黒・スタンダード作品。

## 概要
岡本の戦争体験を基にした作品で、「あいつ」と呼ばれる主人公の青春と終戦を描いている。企画当初は映画会社が制作費を出さず、監督の夫人の岡本みね子がプロデューサーとなって二人三脚で地道に制作費を集め、制作にこぎつけた。岡本は自宅を抵当に入れて製作費を捻出したという。音楽も佐藤勝に依頼したが収録するスタジオなども用意出来なかったため、他作品のBGMを収録している合間にこっそり録音したとも言われている。

## あらすじ
昭和20年の夏、魚雷を抱えたドラム缶が漂流し、乗っている「あいつ」はまだ終戦を知らない。あいつは21歳の幹部候補生だが、広島に原爆が落とされ、戦局が危ぶまれる中、対戦車の特攻隊員にされ、一日だけの外出を許される。
活字が恋しくなって古本屋に行き、両腕をもがれた爺さんと観音様のような婆さんに会う。女郎屋に行って清らかなおさげ髪で兎年の少女に会うが、出てきたのは前掛けのおばさんだった。雨の中に飛び出したあいつは、再び少女に出会い、やがて2人は防空壕の中で結ばれる。
翌日のあいつは対戦車地雷を抱えて砂浜にいる。そこでは、小さな兄弟と米軍上陸の前に死のうとしていたモンペ姿のおばさんと知り合う。あいつは空襲で少女と少年の兄が亡くなったことを知る。
それから作戦が変更され、あいつは魚雷と共に海に出て、敵をじっと待つ。日本は負けた。それを知らないあいつは、古本屋の夫婦、前掛けのおばさん、少年兄弟……、みんなを守ろうと決心する。まもなく沖合でし尿処理船に助けられ、敗戦を聞かされたあいつは、船に曳航されながら港に向かったが、ロープが切れて海に取り残されてしまう。
それから20年余、海水浴客でにぎわう海に浮いているドラム缶の中で、白骨化したあいつは、未だに「バカ野郎」と怒鳴っている。

## スタッフ
- 監督・脚本 - 岡本喜八
- 製作 - 馬場和夫
- 撮影・照明 - 村井博
- 美術・スチール - 阿久根厳
- 音楽 - 佐藤勝
- 録音 - 渡会伸
- 助監督 - 中西源四郎、池田誠、増田周保
- 撮影助手 - 田畑圭補、赤松威善
- 美術助手 - 小方一男、安木吉信
- 記録 - 土屋テル子
- 編集 - 阿良木佳弘
- 現像 - キヌタ・ラボラトリー
- 漫画 - 辻まこと
- 製作担当者 - 堤博康
- 協力 - 丸木位里 「原爆の図」（田園書房）

## キャスト
- あいつ - 寺田農
- 少女 - 大谷直子
- 父 - 天本英世
- 学校長閣下 - 今福正雄
- 古本屋のオジイサン - 笠智衆
- 古本屋のオバアサン - 北林谷栄
- 前掛のオバサン - 春川ますみ
- 教師 - 園田裕久
- 軍曹 - 小沢昭一
- 軍曹のカミサン - 菅井きん
- モンペのオバサン - 三戸部スエ
- 少年・兄 - 頭師佳孝
- 少年・弟 - 雷門ケン坊
- 区隊長 - 田中邦衛
- 憲兵 - 中谷一郎
- ひげの下士官 - 高橋悦史
- オワイ船の船長 - 伊藤雄之助
- ナレーター - 仲代達矢